# Nuragus (Sardinien)
Nuragus ist eine italienische Gemeinde (comune) mit 815 Einwohnern (Stand 31. Dezember 2023) in der Metropolitanstadt Cagliari auf Sardinien. Die Gemeinde liegt etwa 63 Kilometer nördlich von Cagliari und grenzt unmittelbar an die Provinz Oristano. 

## Geschichte
Mehrere Brunnenheiligtümer (Brunnenheiligtum von Coni und Forraxi Nioi), die Nuraghensiedlung von Genoni, das Brunnenheiligtum Su Putzu und die Nuraghen (Santu Millanu) befinden sich in der Gemeinde, deren Name sich von letzteren ableitet.

## Verkehr
Durch die Gemeinde führt die Strada Statale 197 di San Gavino e del Flumini von Guspini nach Nurallao.

## Einzelnachweise

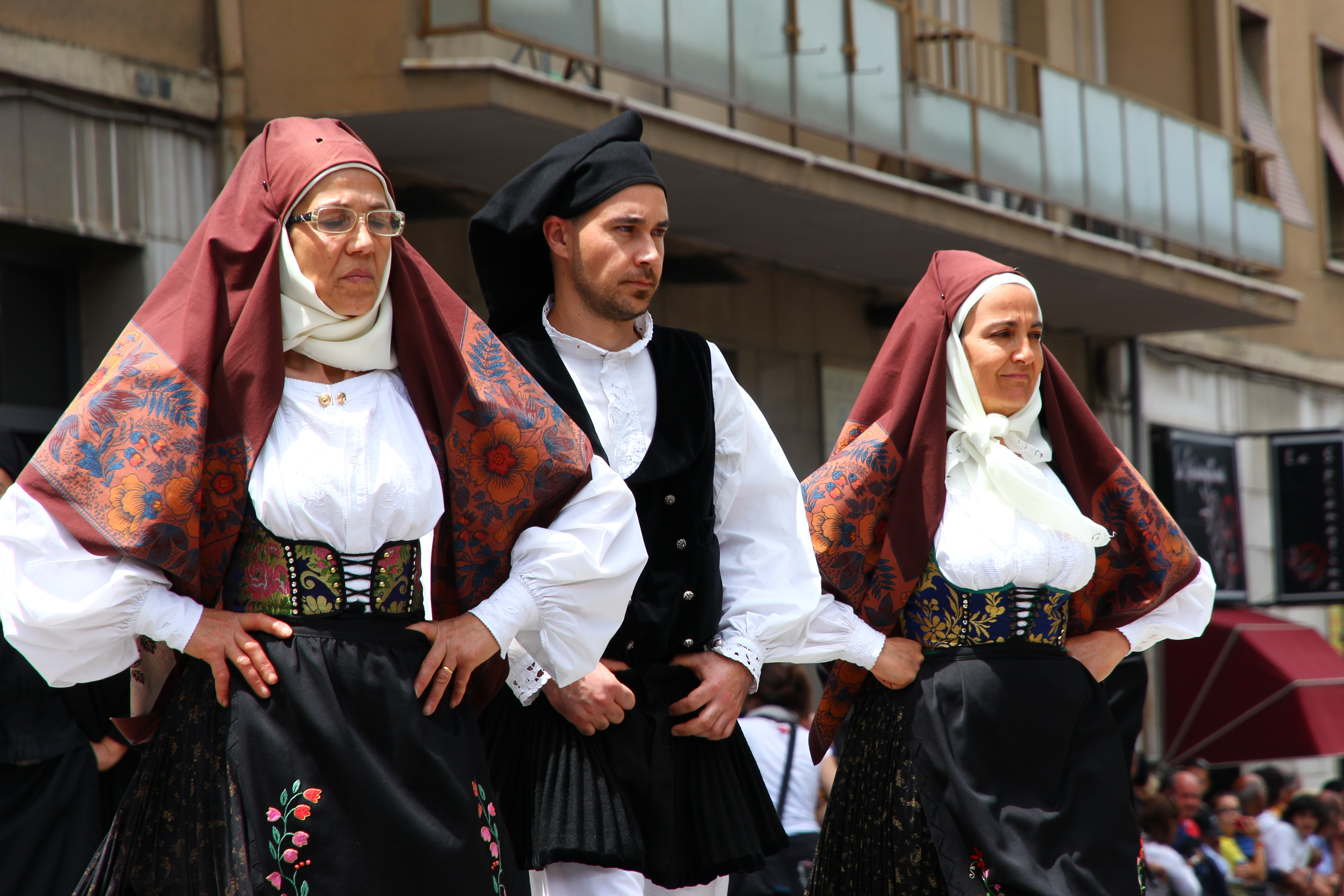
Traditionelle Tracht